# حارة الفلاحين (البريقة)

تعديل مصدري - تعديل

حارة الفلاحين هي إحدى حارات حي التحالف الواقع بمديرية البريقة التابعة لمحافظة عدن، بلغ تعداد سكانها 2640 نسمة حسب تعداد اليمن لعام 2004.